# Chief Information Officer
Chief Information Officer (CIO) – osoba odpowiedzialna w organizacji za stan, rozwój i wdrożenia technologii informacyjnych. Polskim odpowiednikiem CIO jest dyrektor do spraw informacji lub też dyrektor/kierownik ds. informatyki. Rola CIO jest często powiązana z rolą Chief Technology Officer, która jest odpowiedzialna za prace rozwojowe w organizacji.
Osoba, która sprawuje funkcję CIO w organizacji, powinna nie tylko dysponować głęboką wiedzą w zakresie szeroko pojętej informatyki oraz systemów informatycznych, lecz również posiadać wiedzę w dziedzinie zarządzania oraz ekonomii.
Osoba taka może wchodzić w skład zarządu organizacji.

## Historia
Rola CIO wkracza w czwartą dekadę, ewoluując wraz z upływem czasu. W latach 80. CIO był postrzegany jako „twórca technologii”, odpowiedzialny za tworzenie i zarządzanie infrastrukturą IT organizacji. W latach 90. zakres obowiązków CIO rozszerzył się o dopasowanie technologii do modeli biznesowych, co określało go jako „dopasowującego technologię”. W tym okresie technologia internetowa stała się kluczowym czynnikiem napędowym biznesu. W latach 2000. CIO stali się „integratorami technologii”, budującymi współpracę między technologią a jednostkami biznesowymi, co podnosiło efektywność organizacji. W tym czasie odpowiedzialność za operacyjną technologię przesunęła się w stronę CTO. W latach 2010. CIO zaczęto postrzegać jako „architektów technologii”, integrujących usługi IT dostępne zewnętrznie, takie jak chmura obliczeniowa.